# Alexander Ogando
Pour les articles homonymes, voir Ogando.
Alexander Ogando, né le 3 mai 2000 à San Juan de la Maguana, est un athlète dominicain, spécialiste du 200 m et du 400 mètres.

## Biographie

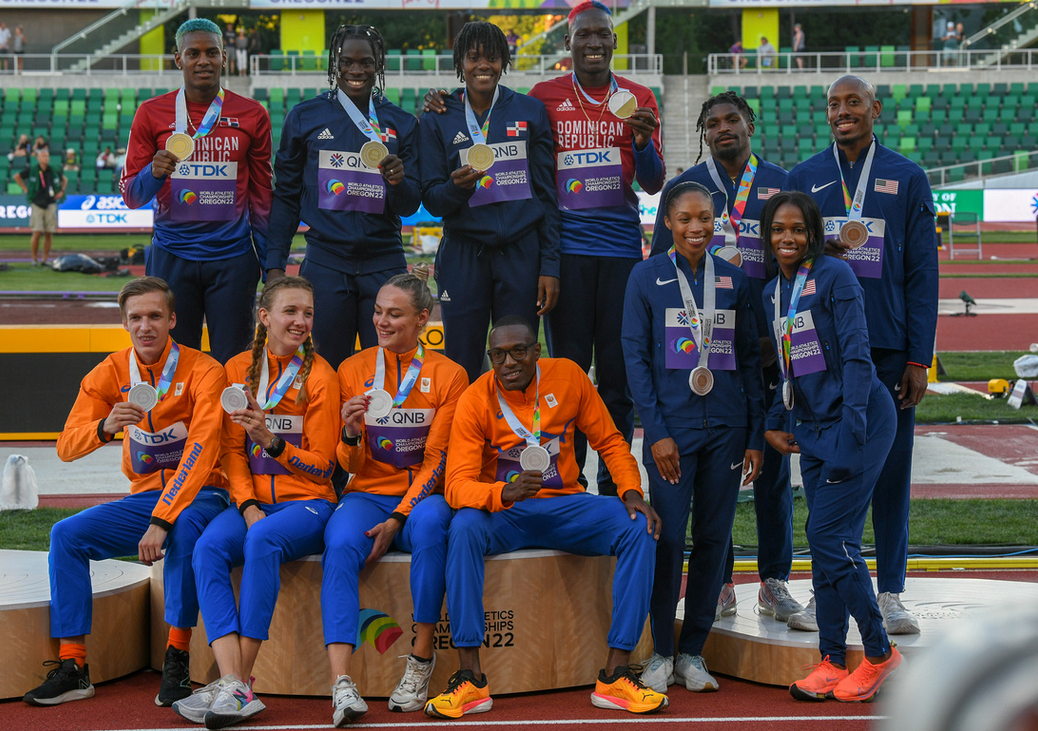
Podium du relais mixte lors des championnats du monde 2022.

Il remporte la médaille de bronze du relais 4 × 400 mètres mixte lors des Relais mondiaux 2021. Le 31 juillet 2021, aux Jeux olympiques de 2020 à Tokyo, il s'adjuge la médaille d'argent du relais 4 × 400 mètres mixte en compagnie de Lidio Andrés Feliz, Marileidy Paulino et Anabel Medina.
Il remporte trois médailles lors des Championnats ibéro-américains 2022 à La Nucia en Espagne : l'or sur 200 m et 4 × 400 m, et l'argent sur 4 × 100 m. Le 5 juin 2022 à Chorzów, il porte son record personnel sur 400 m à 44 s 68, puis le 18 juin, lors du Meeting de Paris, il porte celui du 200 m à 20 s 03, signant un nouveau record de République dominicaine. 
En juillet 2022, lors des championnats du monde à Eugene, Ogando remporte le premier jour des compétitions la médaille d'or du relais 4 × 400 m mixte en compagnie de Lidio Andrés Feliz, Marileidy Paulino, et Fiordaliza Cofil en devançant le relais néerlandais et les favoris américains. Aligné par ailleurs dans l'épreuve du 200 mètres, il établit dès les séries un nouveau record de République dominicaine avec 20 s 01, avant de descendre pour la première fois de sa carrière sous les vingt secondes en demi-finales avec 19 s 91. En finale, il réalise 19 s 93 et se classe 5e.

## Palmarès
| Date | Compétition                              | Lieu         | Résultat | Épreuve         | Temps         |
| ---- | ---------------------------------------- | ------------ | -------- | --------------- | ------------- |
| 2021 | Jeux olympiques                          | Tokyo        | 2e       | 4 × 400 m mixte | 3 min 10 s 21 |
| 2022 | Championnats ibéro-américains            | La Nucia     | 1er      | 200 m           | 20 s 27       |
| 2022 | Championnats ibéro-américains            | La Nucia     | 2e       | 4 × 100 m       | 39 s 19       |
| 2022 | Championnats ibéro-américains            | La Nucia     | 1er      | 4 × 400 m       | 3 min 0 s 98  |
| 2022 | Championnats du monde                    | Eugene       | 5e       | 200 m           | 19 s 93       |
| 2022 | Championnats du monde                    | Eugene       | 1er      | 4 × 400 m mixte | 3 min 9 s 82  |
| 2023 | Jeux d'Amérique centrale et des Caraïbes | San Salvador | 1er      | 200 m           | 19 s 99       |
| 2023 | Jeux d'Amérique centrale et des Caraïbes | San Salvador | 1er      | 4 x 400 mixte   | 3 min 14 s 81 |
| 2023 | Championnats du monde                    | Budapest     | 7e       | 200 m           | 20 s 23       |
| 2024 | Jeux olympiques                          | Paris        | 5e       | 200 m           | 20 s 02       |

## Records
| Épreuve | Épreuve   | Temps        | Lieu           | Date            |
| ------- | --------- | ------------ | -------------- | --------------- |
| 100 m   | Plein air | 10 s 09      | Saint-Domingue | 24 juin 2022    |
| 200 m   | Plein air | 19 s 86 (NR) | Chorzów        | 25 août 2024    |
| 200 m   | Plein air | 19 s 86 (NR) | Miramar        | 2 mai 2025      |
| 200 m   | Salle     | 20 s 70 (NR) | Liévin         | 13 février 2025 |
| 400 m   | Plein air | 44 s 68      | Chorzów        | 5 juin 2022     |